# 観善寺
観善寺（かんぜんじ）は、長崎県長崎市玉園町にある浄土真宗本願寺派の寺院。さだまさしの小説『解夏』には高野家の墓所として登場する。

## 境内
観善寺の大クス
長崎市指定天然記念物。市内有数のクスノキの大木。樹高は20m、胸高幹囲8m。主幹は9mの高さで3本の支幹に分かれて枝張りが広い。

## 埋葬されている著名人
- 永山時英

## 周辺
- 聖福寺
- 東本願寺長崎教会